# Casa di Arlecchino
La Casa di Arlecchino o Palazzo Grataroli è un edificio situato nel borgo medievale di Oneta, frazione del comune di San Giovanni Bianco, in provincia di Bergamo, all'inizio della Valle Taleggio. 

## Storia e descrizione
Il palazzo si trova in prossimità di quella che anticamente era chiamata la via Mercatorum, principale via di collegamento della val Brembana, prima che il governo della Repubblica di Venezia realizzasse la via Priula sul fondo valle. Continuando verso nord, il tracciato della Via Mercatorum conduce a Cornello dei Tasso, altro borgo medievale appartenente al comune di Camerata Cornello che ha dato i natali alla famiglia Tasso, inventrice del moderno servizio postale, che ebbe tra alcuni celebri discendenti come Torquato Tasso.
Secondo fonti di storia locale, l'edificio era stato costruito dalla famiglia Grataroli, originaria di Oneta ma emigrata a Venezia dove aveva fatto fortuna nel XV secolo. Originariamente il palazzo aveva caratteristiche difensive rilevabili dalla struttura delle mura perimetrali e dalla fessura verticale conservata nella sala che ospita gli affreschi. La famiglia edificò il palazzo per mostrare la propria potenza nel luogo d'origine. I portali a tutto sesto e la struttura ripropone l'architettura veneziana facendo di questo palazzo il solo che testimonia l'arte architettonica veneziana nelle valli bergamasche.

## Tradizione
Il territorio di Oneta, come quello dell'attuale provincia di Bergamo, rientrava nei confini della Repubblica di Venezia. Secondo la tradizione il personaggio che ha dato origine alla maschera di Arlecchino, un certo Zanni, sarebbe nato proprio in questo edificio di Oneta. Successivamente sarebbe andato a Venezia in cerca di fortuna. È per questo motivo che la maschera è associata alla commedia dell'arte veneziana.

## Cultura e turismo
L'edificio è stato restaurato tra la fine degli anni '80 e '90, diventando un palcoscenico naturale per numerose rappresentazioni teatrali dedicate ad Arlecchino. Attualmente la Casa di Arlecchino ospita un museo dedicato al personaggio che vi ha abitato, e un ristorante.